# Jekatěrina Izmailovičová
Jekatěrina Izmailovičová (1881 Petrohrad – 27. ledna 1906 Sevastopol) byla sociální revolucionářka, členka revolučního hnutí v Ruské říši, která se neúspěšně pokusila o vraždu admirála Grigorije Čuchnina. Sestra Alexandry Izmailovičové.
Narodila se v rodině generálporučíka ruské armády. Jako mnoho mladých dívek urozeného původu se po vzoru své starší sestry zapojila do revolučního hnutí a vstoupila do Socialistické revoluční strany. V roce 1906 na příkaz bojové organizace sociálních revolucionářů provedla pokus o vraždu hlavního velitele Černomořského loďstva, admirála Čuchnina, a to jako pomstu za krvavé potlačení povstání na křižníku „Očakov“. Dne 27. ledna několikrát na Čuchnina vystřelila z revolveru. Admirál byl zraněn na rameni a břiše, ale přežil. Izmailovičovou hlídka zabila.